# 에버렛 피어스 마셜
에버렛 피어스 마샬(Everett Pierce Marshall, 1939년 1월 12일 - 2006년 6월 20일)은 미국의 해군 출신 선원, 기업인이었다. 20세기 미국의 석유재벌 제임스 하워드 마샬의 아들이다. 달라스 모닝 뉴스의 평에 의하면 그는 상당히 개인주의적인 인물이라 하며, 자신의 아버지의 세 번째 아내인 안나 니콜 스미스와 12년간 장기간의 유산 법적 분쟁을 하여 화제가 되었다.

## 생애
에버렛은 웨브 스쿨과 컬버 군사학교, 밀러스 군사 연구소 등에서 수학하고 1961년 포모나 대학을 졸업했다. 제너럴 모터스에 입사하여 테스트 엔지니어로 활동하다가, 미국 해군에서 근무했다. 해군을 떠난 후 선원 생활을 하다가 마샬은 미국 뉴욕의 투자은행인 로브 로아드 주식회사(Loeb, Rhoades & Co)에서 근무했다. 1980년대에는 증권 중개 사업에 뛰어들었다.
1969년 에버렛은 텍사스주 휴스턴으로 이동, 그의 아버지 제임스 하워드 마샬이 주주로 있는 코흐 산업에서 다양한 주식 및 투자 프로젝트를 관리하기 시작하였다. 그는 아버지 제임스 하워드 마샬의 국제석유&가스회사 및 마샬 석유회사의 주식을 관리하였다.
그는 아버지와 함께 일하는 동안 자신의 장인과도 함께 일했다. 1981년 자신의 장인이 죽자 일렉트론 코퍼레이션(Electron Corporation)과 강철 주조 콘크론(iron foundry concern) 회사를 물려받아 경영자가 되었다. 나중에 그는 전자회사인 일렉트론 코퍼레이션의 성공적인 흑자 달성을 이룩하고 미국 콜로라도와 오클라호마 등에 300여 개의 지사를 차려 수익을 얻었다. 1993년 그의 아버지 제임스 하워드 마샬의 건강이 악화되기 시작했을 때 그는 자신의 증권 중개 사업을 그만두고 일렉트론 코퍼레이션의 업무는 전문 경영인에게 위임, 마샬 석유회사의 운영자가 되었다.
아버지 제임스 하워드 마샬은 재산의 대부분을 아들 에버렛 피어스 마샬에게 상속하고 사망했다. 그러나 형제들 중 형 제임스 하워드 마샬 3세와 아버지의 세 번째 부인 안나 니콜 스미스의 상속 소송 제기로, 2001년 텍사스 지방법원 배심원은 그의 유산 전체 상속권을 거부했다. 그는 특히 안나 니콜 스미스와 법적 분쟁을 계속하였다. 이는 곧 유언장 검증 문제로도 시간이 지연되었고, 연방법원에서는 소송을 항소 9순회법원으로 환송하였다.
2005년 당시 미국의 경제지 포브스에 의하면 그의 재산은 17억달러 상당이었다 한다. 그는 2006년 6월 20일 급성 감염 질환으로 갑자기 사망했는데, 사망 당시 그는 마샬석유회사와 코흐산업의 각각 4대 대주주의 한 사람이었다. 그러나 그가 죽은 뒤에도 부인 일레인 태티머 마샬(Elaine Tettemer Marshall)은 계속 소송을 제기하였고, 2007년 안나 니콜 스미스가 죽은 뒤에도 그 대리인을 상대로 소송을 진행하였다.
그의 부인 일레인 태티머 마샬은 2012년 당시 127억 달러의 추정 순자산을 가진, 미국내에서 4번째로 부유한 여성으로 선정되었다.

## 같이 보기
- 제임스 하워드 마샬 3세
- 제임스 하워드 마샬
- 마샬 석유회사
- 코흐 산업
- 안나 니콜 스미스